# Mint Condition

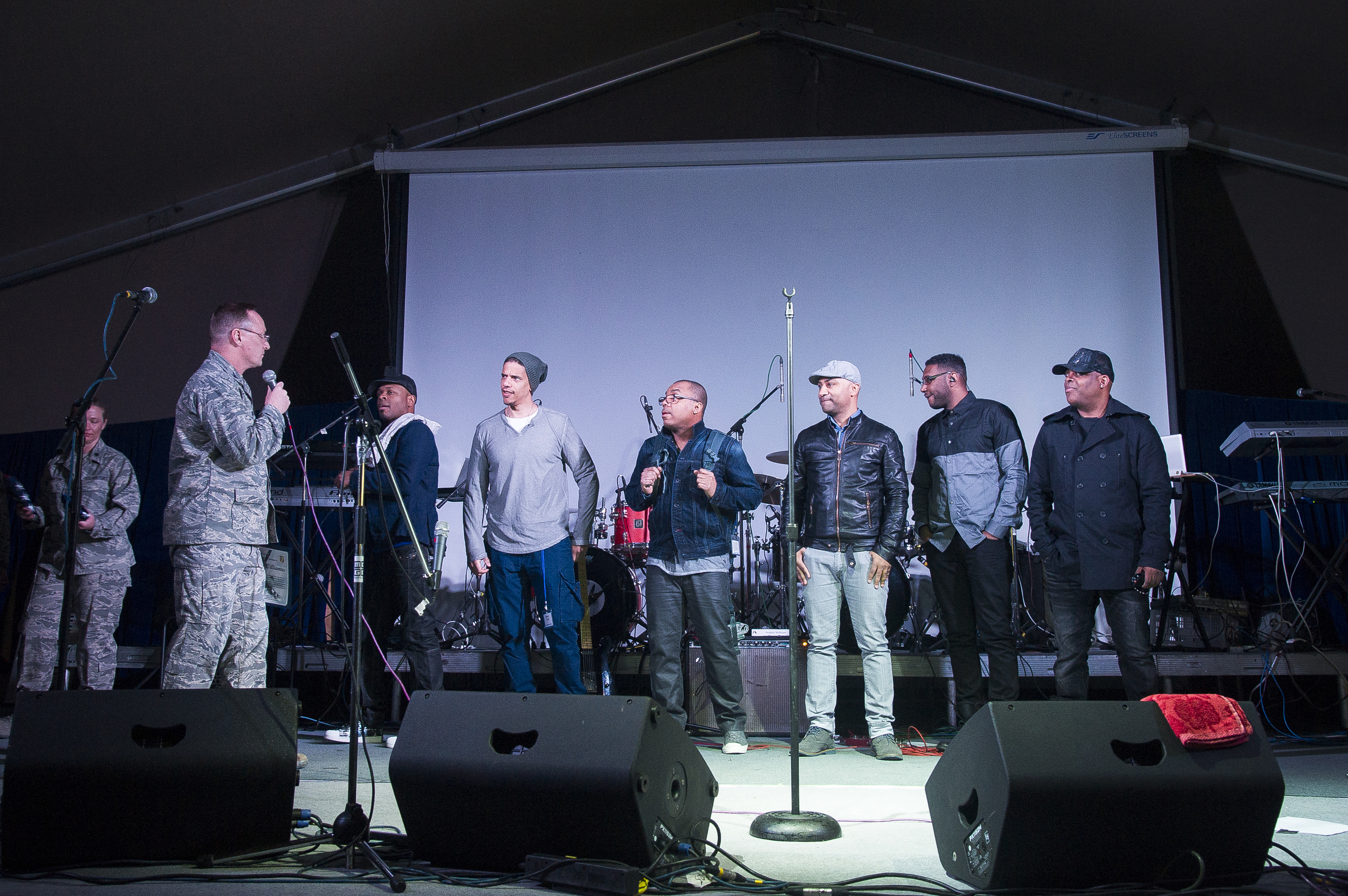
Mint Condition, 2014

Mint Condition ist eine amerikanische R&B- und Funkband aus Minneapolis, Minnesota, deren größte Hits Breakin’ My Heart (Pretty Brown Eyes) (1991), U Send Me Swingin’ (1993), What Kind of Man Would I Be (1996) und If You Love Me (1999) sind.

## Bandgeschichte
Leadsänger Stokley Williams begann bereits im Alter von vier Jahren, klassische westafrikanische Musikinstrumente zu spielen. Gitarrist Homer O’Dell sang mit seinem Vater, der auch Blues-Bass spielte, in einer Familienband. Keyboarder Larry Waddell spielte in einer Schulband und erlernte sein Instrument durch das Hören der Musik von Jazzgrößen wie Oscar Peterson und Herbie Hancock. Keyboarder und Saxophonist Jeff Allen wurde durch die umfangreiche Jazz-Sammlung seines Vaters inspiriert und spielte bereits während seiner Highschoolzeit in lokalen Bands. Keyboarder, Gitarrist und Perkussionist Keri Lewis beherrschte seine Instrumente bereits als Schüler. Gitarrist und Bassist Rick Kinchen kam hauptsächlich durch seine Familie, in der alle Mitglieder Instrumente spielten, zur Musik. Beim Entwickeln seiner Fähigkeiten half das Hören der Musik von Stanley Clarke und Louis Johnson. Nachdem er in einigen lokalen Bands seiner Heimatstadt Chicago und bei Aufnahmen im Kennedy–King College gespielt hatte, zog er in die Twin Cities. Dort lernten sich die Musiker kennen und gründeten Anfang der 1980er Jahre Mint Condition.
Nach einem Auftritt bei den Minnesota Black Musician Awards im Jahr 1986 wuchs die Popularität der Gruppe. Durch ihre energiegeladenen Liveshows gewann die Band schnell Anhänger in einem Gebiet, das Minnesota, Wisconsin, Iowa, Nord- und Süddakota sowie Nebraska umfasste. Nach einem Auftritt im Jahr 1989 wurden die aus Minnesota stammenden R&B-Produzenten Jimmy Jam und Terry Lewis auf Mint Condition aufmerksam, woraufhin die Gruppe einen Plattenvertrag bei dem zu A&M Records gehörenden Label Perspective unterschrieb. Das Debütalbum erhielt den Titel Meant to Be Mint, erschien 1991 und kletterte auf Platz 13 der R&B- und Platz 63 der Popcharts. Nachdem die erste Auskopplung Are You Free Platz 55 der Billboard R&B-Charts erreicht hatte, gelang im Herbst des Jahres mit der Folgesingle Breakin’ My Heart (Pretty Brown Eyes) der endgültige Durchbruch. Der Titel kam auf Platz 3 der R&B- sowie auf Platz 6 der Popcharts und wurde mit Gold ausgezeichnet. Mit Forever in Your Eyes platzierte sich auch die dritte Single des Albums in den Top 10 der R&B-Charts (Platz 7), in den Popcharts ging es nicht über Platz 81 hinaus.
Das Album From the Mint Factory verfehlte die US-Top-100 auf Platz 104 nur knapp, in den R&B-Charts schaffte es Platz 18. Mit Nobody Does It Betta, U Send Me Swingin’, Someone to Love und So Fine sind darauf vier R&B-Charthits zu finden, wovon U Send Me Swingin’ die erfolgreichste Auskopplung ist und es neben Platz 2 der R&B-Charts auch auf Platz 33 der Popcharts schaffte. Definition of a Band, das 1996 erschien, ist das dritte und letzte Album, bei dem Jimmy Jam und Terry Lewis als Executive Producer tätig wurden. Die Platte erreichte Platz 13 der R&B- sowie Platz 76 der Popcharts und erhielt, ebenso wie die erste Auskopplung What Kind of Man Would I Be, eine Goldene Schallplatte. Diese Single stieg neben Platz 2 der R&B- und Platz 17 der US-Popcharts auch in die britische Hitparade ein und schaffte es dort auf Platz 38. Die Folgesingle You Don’t Have to Hurt No More kam auf Platz 10 der R&B- und Platz 32 der Popcharts. Mit Let Me Be the One, das sich nur durch Airplay auf Rang 70 R&B-Charts platzieren konnte, gelang Mint Condition das zweite und letzte Mal der Sprung in die UK-Charts, diesmal auf Platz 63.

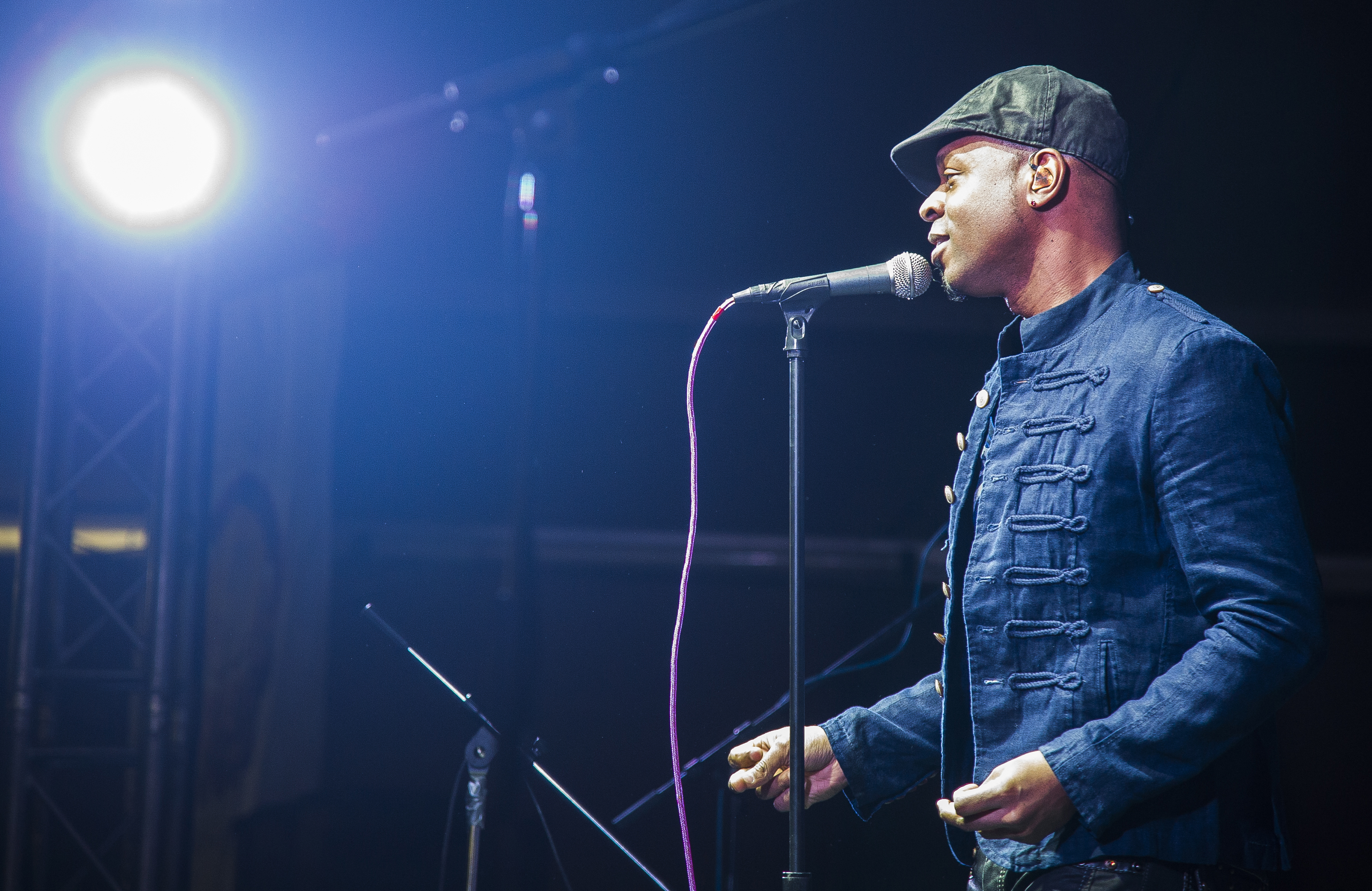
Stokley Williams, 2014

Vor dem Wechsel ins 21. Jahrhundert unterschrieb die Gruppe bei Elektra und war somit in dieser Zeit die einzige hochkarätige R&B- und Popband mit einem Plattenvertrag bei einem Major-Label. In dieser Zeit entstand das Album Life’s Aquarium, das Ende 1999 erschien und Platz 7 der R&B- sowie Platz 64 der Popcharts erreichte. Die erste Single daraus, If You Love Me, wurde auf Platz 5 zum letzten R&B-Top-10-Hit und auf Platz 30 zum letzten Track der Gruppe in den Popcharts. Is This Pain Our Pleasure folgte Anfang 2000 auf Rang 42 der R&B-Hitliste. Trotzdem Life’s Aquarium das erste Top-10-Album Mint Conditions war, verlor die Formation den Major-Label-Vertrag und veröffentlichte fortan bei kleineren Labels wie Image Entertainment, CagedBird und dem Independent-Label Shanachie.
Bis 2012 platzierten sich mit Livin’ the Luxury Brown (2005), E-Life (2008), 7 … (2011) und Music @ the Speed of Life (2012) vier weitere Mint-Condition-Alben auf oberen Rängen der R&B- und mittleren Rängen der Popcharts. Mit insgesamt fünf ausgekoppelten Singles, darunter allein drei von E-Life, gelang der Einstieg in die R&B-Charts. Healing Season wurde 2015 das erste Studioalbum, das sich in keiner Hitliste platzieren konnte, erhielt jedoch 2017 eine Grammy-Nominierung als bestes R&B-Album.

## Diskografie

### Studioalben
| Jahr | Titel Musiklabel Katalog-Nr.                     | Höchstplatzierung, Gesamtwochen, AuszeichnungChartplatzierungen (Jahr, Titel, Musiklabel Katalog-Nr., Platzierungen, Wochen, Auszeichnungen, Anmerkungen) | Höchstplatzierung, Gesamtwochen, AuszeichnungChartplatzierungen (Jahr, Titel, Musiklabel Katalog-Nr., Platzierungen, Wochen, Auszeichnungen, Anmerkungen) | Höchstplatzierung, Gesamtwochen, AuszeichnungChartplatzierungen (Jahr, Titel, Musiklabel Katalog-Nr., Platzierungen, Wochen, Auszeichnungen, Anmerkungen) | Anmerkungen |
| Jahr | Titel Musiklabel Katalog-Nr.                     | UK | US | R&B | Anmerkungen |
| ---- | ------------------------------------------------ | --- | --- | --- | --- |
| 1992 | Meant to Be Mint Perspective 1001                | — | US63 (22 Wo.)US | R&B13 (35 Wo.)R&B | Erstveröffentlichung: 1. Juni 1991 Executive Producer: Jimmy Jam, Terry Lewis Produzenten: Jellybean Johnson, Mint Condition |
| 1993 | From the Mint Factory Perspective 9005           | — | US104 (13 Wo.)US | R&B18 (42 Wo.)R&B | Erstveröffentlichung: 5. Oktober 1993 Executive Producer: Jimmy Jam, Terry Lewis Produzenten: Mint Condition                 |
| 1996 | Definition of a Band Perspective 9028            | — | US76 Gold · (25 Wo.)US | R&B13 (42 Wo.)R&B | Erstveröffentlichung: 24. September 1996 Executive Producer: Jimmy Jam, Terry Lewis Produzenten: Mint Condition              |
| 1999 | Life’s Aquarium Elektra 62353                    | — | US64 (9 Wo.)US | R&B7 (22 Wo.)R&B | Erstveröffentlichung: 16. November 1999 Produzenten: Mint Condition                                                          |
| 2005 | Livin’ the Luxury Brown Image Entertainment 0474 | — | US45 (5 Wo.)US | R&B11 (19 Wo.)R&B | Erstveröffentlichung: 26. April 2005 Produzenten: Mint Condition                                                             |
| 2008 | E-Life CagedBird 3636                            | — | US119 (2 Wo.)US | R&B8 (59 Wo.)R&B | Erstveröffentlichung: 6. Mai 2008 Produzenten: Mint Condition                                                                |
| 2011 | 7 … Shanachie 5789                               | — | US33 (4 Wo.)US | R&B12 (14 Wo.)R&B | Erstveröffentlichung: 5. April 2011 Produzenten: Mint Condition                                                              |
| 2012 | Music @ the Speed of Life Shanachie 5803         | — | US60 (2 Wo.)US | R&B9 (11 Wo.)R&B | Erstveröffentlichung: 11. September 2012 Produzenten: Mint Condition                                                         |

Weitere Studioalben
- 2015: Healing Season (Mint Condition Music 001)

### Kompilationen
| Jahr | Titel Musiklabel Katalog-Nr.               | Höchstplatzierung, Gesamtwochen, AuszeichnungChartplatzierungen (Jahr, Titel, Musiklabel Katalog-Nr., Platzierungen, Wochen, Auszeichnungen, Anmerkungen) | Höchstplatzierung, Gesamtwochen, AuszeichnungChartplatzierungen (Jahr, Titel, Musiklabel Katalog-Nr., Platzierungen, Wochen, Auszeichnungen, Anmerkungen) | Höchstplatzierung, Gesamtwochen, AuszeichnungChartplatzierungen (Jahr, Titel, Musiklabel Katalog-Nr., Platzierungen, Wochen, Auszeichnungen, Anmerkungen) | Anmerkungen                                                                       |
| Jahr | Titel Musiklabel Katalog-Nr.               | UK | US | R&B | Anmerkungen                                                                       |
| ---- | ------------------------------------------ | --- | --- | --- | --------------------------------------------------------------------------------- |
| 1998 | The Collection: 1991–1998 Perspective 9039 | — | — | R&B78 (2 Wo.)R&B | Erstveröffentlichung: 9. Juni 1998 Produzenten: Mint Condition, Jellybean Johnson |

Weitere Kompilationen
- 2005: Mint Condition Live from the 9:30 Club (The Image Music Group 057)
- 2006: 20th Century Masters: The Best of Mint Condition (Hip-O / A&M B0006881)

### Singles
| Jahr | Titel Album                                            | Höchstplatzierung, Gesamtwochen, AuszeichnungChartplatzierungen (Jahr, Titel, Album, Platzierungen, Wochen, Auszeichnungen, Anmerkungen) | Höchstplatzierung, Gesamtwochen, AuszeichnungChartplatzierungen (Jahr, Titel, Album, Platzierungen, Wochen, Auszeichnungen, Anmerkungen) | Höchstplatzierung, Gesamtwochen, AuszeichnungChartplatzierungen (Jahr, Titel, Album, Platzierungen, Wochen, Auszeichnungen, Anmerkungen) | Anmerkungen |
| Jahr | Titel Album                                            | UK | US | R&B | Anmerkungen |
| ---- | ------------------------------------------------------ | --- | --- | --- | --- |
| 1991 | Are You Free Meant to Be Mint                          | — | — | R&B55 (8 Wo.)R&B | Erstveröffentlichung: Juni 1991 Autor: Stokley Williams                                                                                             |
| 1991 | Breakin’ My Heart (Pretty Brown Eyes) Meant to Be Mint | — | US6 Gold · (24 Wo.)US | R&B3 (34 Wo.)R&B | Erstveröffentlichung: 24. September 1991 Autoren: Stokley Williams, Jeffrey Allen, Lawrence Waddell                                                 |
| 1992 | Forever in Your Eyes Meant to Be Mint                  | — | US81 (8 Wo.)US | R&B7 (18 Wo.)R&B | Erstveröffentlichung: April 1992 Autoren: Stokley Williams, Lawrence Waddell                                                                        |
| 1993 | Nobody Does It Betta From the Mint Factory             | — | — | R&B45 (13 Wo.)R&B | Erstveröffentlichung: September 1993 Autor: Stokley Williams                                                                                        |
| 1993 | U Send Me Swingin’ From the Mint Factory               | — | US33 (16 Wo.)US | R&B2 (29 Wo.)R&B | Erstveröffentlichung: November 1993 Autor: Keri Lewis                                                                                               |
| 1994 | Someone to Love From the Mint Factory                  | — | — | R&B28 (20 Wo.)R&B | Erstveröffentlichung: April 1994 Autor: Lawrence Waddell                                                                                            |
| 1995 | So Fine From the Mint Factory                          | — | — | R&B29 (20 Wo.)R&B | Erstveröffentlichung: Dezember 1994 Autoren: Stokley Williams, Homer O’Dell                                                                         |
| 1996 | What Kind of Man Would I Be Definition of a Band       | UK38 (2 Wo.)UK | US17 Gold · (24 Wo.)US | R&B2 (41 Wo.)R&B | Erstveröffentlichung: 30. August 1996 Autoren: Stokley Williams, Jeffrey Allen, Lawrence Waddell                                                    |
| 1997 | You Don’t Have to Hurt No More Definition of a Band    | — | US32 (16 Wo.)US | R&B10 (20 Wo.)R&B | Erstveröffentlichung: März 1997 Autor: Keri Lewis                                                                                                   |
| 1997 | Make Me Say It Again Girl The 6th Man (Soundtrack)     | — | — | R&B67 (2 Wo.)R&B | Erstveröffentlichung: Mai 1997 als Stokley of Mint Condition, nur durch Airplay in den R&B-Charts platziert, vom Soundtrack des Films Der Teamgeist |
| 1997 | Let Me Be the One Definition of a Band                 | UK63 (2 Wo.)UK | — | R&B70 (3 Wo.)R&B | Erstveröffentlichung: Juli 1997 nur durch Airplay in den R&B-Charts platziert Autoren: Stokley Williams, Lawrence Waddell                           |
| 1999 | If You Love Me Life’s Aquarium                         | — | US30 (20 Wo.)US | R&B5 (32 Wo.)R&B | Erstveröffentlichung: August 1999 Autor: Keri Lewis                                                                                                 |
| 2000 | Is This Pain Our Pleasure Life’s Aquarium              | — | — | R&B42 (17 Wo.)R&B | Erstveröffentlichung: Februar 2000 Autoren: Stokley Williams, Keri Lewis                                                                            |
| 2005 | I’m Ready Livin’ the Luxury Brown                      | — | — | R&B49 (16 Wo.)R&B | Erstveröffentlichung: April 2005 Autor: Stokley Williams                                                                                            |
| 2008 | Nothing Left to Say E-Life                             | — | — | R&B27 (34 Wo.)R&B | Erstveröffentlichung: Mai 2008 Autoren: Stokley Williams, Lawrence Waddell                                                                          |
| 2011 | Caught My Eye E-Life                                   | — | — | R&B51 (20 Wo.)R&B | Erstveröffentlichung: Januar 2011 Autoren: Stokley Williams, Lawrence Waddell                                                                       |
| 2011 | Walk On E-Life                                         | — | — | R&B66 (17 Wo.)R&B | Erstveröffentlichung: August 2011 Autoren: Stokley Williams, Jeffrey Allen, Lawrence Waddell                                                        |
| 2012 | Believe in Us Music @ the Speed of Life                | — | — | R&B64 (7 Wo.)R&B | Erstveröffentlichung: August 2012 feat. Bobby Ross Avila (Talkbox) Autoren: Stokley Williams, Ricky Kinchen                                         |

Weitere Singles
- 1992: Single to Mingle – Live! (Promo)
- 1998: What You Bring to the Party (Promo)
- 2007: Baby Boy Baby Girl (feat. Anthony Hamilton)